# Cúp bóng đá Nam Mỹ 1991
Cúp bóng đá Nam Mỹ 1991 là Cúp bóng đá Nam Mỹ lần thứ 35, diễn ra ở Chile từ 6 đến 21 tháng 7 năm 1991. Giải đấu có 10 đội tuyển tham gia, chia làm 2 bảng 5 đội để chọn ra 4 đội xuất sắc nhất lọt vào vòng trong. Argentina giành chức vô địch lần thứ 13 sau khi vượt qua đương kim vô địch Brasil ở trận chung kết.

## Địa điểm
| Santiago                    | Concepción                      | Valparaíso               | Viña del Mar           |
| --------------------------- | ------------------------------- | ------------------------ | ---------------------- |
| Sân vận động quốc gia Chile | Estadio Municipal de Concepción | Sân vận động Playa Ancha | Sân vận động Sausalito |
| Sức chứa: 70.000            | Sức chứa: 35.000                | Sức chứa: 19.000         | Sức chứa: 20.000       |
|                             |                                 |                          |                        |

## Vòng bảng

### Bảng A
| Đội       | Pld | W | D | L | GF | GA | GD  | Pts |
| --------- | --- | - | - | - | -- | -- | --- | --- |
| Argentina | 4   | 4 | 0 | 0 | 11 | 3  | +8  | 8   |
| Chile     | 4   | 3 | 0 | 1 | 10 | 3  | +7  | 6   |
| Paraguay  | 4   | 2 | 0 | 2 | 7  | 8  | −1  | 4   |
| Perú      | 4   | 1 | 0 | 3 | 9  | 9  | 0   | 2   |
| Venezuela | 4   | 0 | 0 | 4 | 1  | 15 | −14 | 0   |

| Chile                    | 2–0 | Venezuela |
| ------------------------ | --- | --------- |
| Rubio 22' · Zamorano 34' |     |           |

| Paraguay   | 1–0 | Perú |
| ---------- | --- | ---- |
| Monzón 21' |     |      |

| Chile                                                 | 4–2 | Perú                        |
| ----------------------------------------------------- | --- | --------------------------- |
| Rubio 16' · Contreras 51' (ph.đ.) · Zamorano 61', 74' |     | Maestri 59' · Del Solar 71' |

| Argentina                                 | 3–0 | Venezuela |
| ----------------------------------------- | --- | --------- |
| Batistuta 28', 50' (ph.đ.) · Caniggia 43' |     |           |

| Paraguay                                                             | 5–0 | Venezuela |
| -------------------------------------------------------------------- | --- | --------- |
| Neffa 34' · Guirland 38' · Monzón 75', 87' (ph.đ.) · V. Sanabria 81' |     |           |

| Argentina     | 1–0 | Chile |
| ------------- | --- | ----- |
| Batistuta 81' |     |       |

| Perú                                                              | 5–1 | Venezuela            |
| ----------------------------------------------------------------- | --- | -------------------- |
| La Rosa 9', 55' · Cavallo 21' (l.n.) · Del Solar 58' · Hirano 62' |     | Del Solar 14' (l.n.) |

| Argentina                                                | 4–1 | Paraguay    |
| -------------------------------------------------------- | --- | ----------- |
| Batistuta 40' · Simeone 61' · Astrada 70' · Caniggia 81' |     | Cardozo 79' |

| Argentina                                  | 3–2 | Perú                           |
| ------------------------------------------ | --- | ------------------------------ |
| Latorre 3' · Craviotto 51' · C. García 57' |     | Yáñez 35' (ph.đ.) · Hirano 65' |

| Chile                                           | 4–0 | Paraguay |
| ----------------------------------------------- | --- | -------- |
| Rubio 12' · Zamorano 15' · Estay 63' · Vera 68' |     |          |

### Bảng B
| Đội      | Pld | W | D | L | GF | GA | GD | Pts |
| -------- | --- | - | - | - | -- | -- | -- | --- |
| Colombia | 4   | 2 | 1 | 1 | 3  | 1  | +2 | 5   |
| Brasil   | 4   | 2 | 1 | 1 | 6  | 5  | +1 | 5   |
| Uruguay  | 4   | 1 | 3 | 0 | 4  | 3  | +1 | 5   |
| Ecuador  | 4   | 1 | 1 | 2 | 6  | 5  | +1 | 3   |
| Bolivia  | 4   | 0 | 2 | 2 | 2  | 7  | −5 | 2   |

| Colombia     | 1–0 | Ecuador |
| ------------ | --- | ------- |
| De Ávila 25' |     |         |

| Uruguay    | 1–1 | Bolivia       |
| ---------- | --- | ------------- |
| Castro 73' |     | J. Suárez 16' |

| Uruguay            | 1–1 | Ecuador      |
| ------------------ | --- | ------------ |
| Méndez 49' (ph.đ.) |     | Aguinaga 44' |

| Brasil                       | 2–1 | Bolivia                |
| ---------------------------- | --- | ---------------------- |
| Neto 5' (ph.đ.) · Branco 47' |     | E. Sánchez 89' (ph.đ.) |

| Colombia | 0–0 | Bolivia |
| -------- | --- | ------- |
|          |     |         |

| Brasil         | 1–1 | Uruguay    |
| -------------- | --- | ---------- |
| João Paulo 29' |     | Méndez 66' |

| Ecuador                                              | 4–0 | Bolivia |
| ---------------------------------------------------- | --- | ------- |
| Aguinaga 32' · Avilés 42', 73' · Ramírez 80' (ph.đ.) |     |         |

| Colombia                   | 2–0 | Brasil |
| -------------------------- | --- | ------ |
| De Ávila 35' · Iguarán 66' |     |        |

| Uruguay    | 1–0 | Colombia |
| ---------- | --- | -------- |
| Méndez 19' |     |          |

| Brasil                                                      | 3–1 | Ecuador   |
| ----------------------------------------------------------- | --- | --------- |
| Mazinho Oliveira 8' · Márcio Santos 54' · Luiz Henrique 89' |     | Muñoz 12' |

## Vòng cuối
| Đội       | Pld | W | D | L | GF | GA | GD | Pts |
| --------- | --- | - | - | - | -- | -- | -- | --- |
| Argentina | 3   | 2 | 1 | 0 | 5  | 3  | +2 | 5   |
| Brasil    | 3   | 2 | 0 | 1 | 6  | 3  | +3 | 4   |
| Chile     | 3   | 0 | 2 | 1 | 1  | 3  | −2 | 2   |
| Colombia  | 3   | 0 | 1 | 2 | 2  | 5  | −3 | 1   |

| Argentina                      | 3–2 | Brasil                     |
| ------------------------------ | --- | -------------------------- |
| Franco 1', 39' · Batistuta 46' |     | Branco 5' · João Paulo 52' |

| Chile        | 1–1 | Colombia    |
| ------------ | --- | ----------- |
| Zamorano 74' |     | Iguarán 37' |

| Argentina | 0–0 | Chile |
| --------- | --- | ----- |
|           |     |       |

| Brasil                          | 2–0 | Colombia |
| ------------------------------- | --- | -------- |
| Renato 29' · Branco 76' (ph.đ.) |     |          |

| Brasil                                  | 2–0 | Chile |
| --------------------------------------- | --- | ----- |
| Mazinho Oliveira 8' · Luiz Henrique 55' |     |       |

| Argentina                   | 2–1 | Colombia     |
| --------------------------- | --- | ------------ |
| Simeone 11' · Batistuta 19' |     | De Ávila 70' |

## Danh sách cầu thủ ghi bàn
| 6 bàn - Gabriel Batistuta 5 bàn - Iván Zamorano 3 bàn - Branco - Hugo Rubio - Antony de Ávila - Luis Monzón - Peter Méndez 2 bàn - Claudio Caniggia - Darío Franco - Diego Simeone - João Paulo - Luiz Henrique - Mazinho Oliveira - Arnoldo Iguarán - Álex Aguinaga - Ney Avilés - José del Solar - Jorge Hirano - Eugenio La Rosa | 1 bàn - Leonardo Astrada - Néstor Craviotto - Claudio García - Diego Latorre - Erwin Sánchez - Juan Berthy Suárez - Márcio Santos - Neto - Renato - Jorge Contreras - Fabián Estay - Jaime Vera - Carlos Antonio Muñoz - Erwin Ramírez - José Cardozo - Carlos Guirland - Gustavo Neffa - Vidal Sanabria - Alfonso Yáñez - Flavio Maestri - Ramón Castro phản lưới nhà - José del Solar - Robert Cavallo |